# Pisarzowice (Toszek)
Pisarzowice (deutsch: Schreibersort, bis 1931 Pissarzowitz) ist ein Ort in der Stadt- und Landgemeinde Toszek im Powiat Gliwicki der Woiwodschaft Schlesien in Polen.

## Geographie
Pisarzowice liegt drei Kilometer südöstlich von Toszek, 20 Kilometer nordwestlich von Gliwice (Gleiwitz) und 39 Kilometer nordwestlich von Katowice (Kattowitz).
Nachbarorte von Pisarzowice sind im Nordwesten Toszek (Tost) und im Südwesten Ciochowice (Ciochowitz).

## Geschichte
1818 wurde der Ort als Pißarowitz und Schreibendorf erwähnt.
Bei der Volksabstimmung in Oberschlesien am 20. März 1921 stimmten 105 Wahlberechtigte für einen Verbleib bei Deutschland und 189 für Polen. Pissarzowitz verblieb beim Deutschen Reich. 1933 lebten im Ort 538 Einwohner. 1931 wurde der Ort in Schreibersort umbenannt. 1939 hatte der Ort 505 Einwohner. Bis 1945 befand sich der Ort im Landkreis Tost-Gleiwitz.
1945 kam der bisher deutsche Ort unter polnische Verwaltung und wurde in Pisarzowice umbenannt und der Woiwodschaft Schlesien angeschlossen. 1950 kam der Ort zur Woiwodschaft Kattowitz. 1999 kam der Ort zum wiedergegründeten Powiat Gliwicki und zur neuen Woiwodschaft Schlesien.